# Кето і Коте (опера)
Ке́то і Ко́те (груз. ქეთო და კოტე) — комічна опера Віктора Долідзе в 3-х діях, за власним лібрето за мотивами п'єси Авксентія Цагарелі «Ханума».

## Історія
Перша постановка відбулася 11 грудня 1919 року в Тифлісі (диригент Самуїл Столерман, режисер-постановник Олександр Цуцунава, художник Зальцман). На російській сцені вперше поставлена у 1924 році в Москві в Оперному театрі Зиміна (диригент Штейман, режисер Олександр Цуцунава, художник Маторін, балетмейстер Симонов; Леван — Головін, Маро — Маркітан, Коте — Веліканов, Макар — Суходольський, Кето — Лисичкіна, Сако — Свєтлов, Сіко — Палачов , Барбале — Шелудковська, Бабусі — Мензбір).
Після смерті автора у 1933 році, лібрето було перероблене Йосипом Гришашвілі, створена нова музична редакція Григорієм Кіладзе, показана Тбіліським театром опери та балету імені Захарія Паліашвілі у 1937 році в Москві на декаді грузинського мистецтва (диригент Шалва Азмайпарашвілі, режисер Іван Патарідзе, художник Ладо Гудіашвілі, балетмейстер Ілля Сухішвілі, хормейстер Полікарп Паліашвілі; Леван — Давид Гамрекелі, Маро — Марія Давіташвілі, Коте — Михайло Кварелашвілі, Макар — Леон Ісецький, Кето — Накашідзе, Сако — Володимир Кавсадзе, Сіко — Сванідзе, Барбале — Ілля Сухіашвілі, Бабусі — Степанян).
У 1950 році поставлена Московським музичним театром імені Станіславського та Немировича-Данченка (новий російський текст Самуїла Болотіна та Тетяни Сікорської, нові музичні номери Вано Мураделі, диригент Шавердов, постановка Володимира Канделакі, режисер Надія Кемарська, художник Ваагн Айвазян, хормейстер Степанов, балетмейстер Ілля Сухішвілі; Леван — Іллінський, Маро — Борисова, Макар — Степанов, Коте — Матвєєв, Кето — Юдіна, Барбале — Янко, Кабато — Росницька, Сако — Федосов, Сіко — Донець, Дареджан — Кузнєцова).
Опера ставилася і в інших містах Радянського Союзу: Києві у 1938 році, Свердловську у 1940 році, Воронежі у 1940 році, Ташкенті у 1941 році, Єревані у 1948 році, Ленінграді у 1950 році, Куйбишеві у 1950 році, Одесі у 1955 році та інших.

## Дійові особи[3]
- Князь Леван Палавандішвілі, поміщик, що розорився (баритон);
- Княгиня Маро, його сестра (меццо-сопрано);
- Князь Коте, їхній племінник (тенор);
- Макар Ткуілкотріашвілі (тобто Хибнобанкротов), багатий купець, власник мануфактурної крамниці (бас);
- Кето, його дочка (сопрано);
- Барбале, найкраща сваха міста, колишня няня Кето і Коте (сопрано);
- Бабусі, сваха-невдаха (сопрано);
- Кінто, веселі вигадники: Сако (баритон), Сіко (тенор).

Крім того: поліцейський виправник, гості, слуги, музиканти, базарні торговці, народний співак-чонгурист.

## Сюжет
Дія опери відбувається в Тифлісі другої половини XIX століття.

### Дія перша
У будинку князя Левана Палавандішвілі за застіллям зібралося багато гостей. Вино ллється рікою. Не змовкає шум веселощів. Розважає гостей сестра князя Левана княгиня Маро. Попри веселий вигляд, у душі її панує занепокоєння. Річ у тому, що князь відсутній, а продукти закінчуються, скоро їй не буде чим пригощати присутніх на бенкеті. Сам господар скоро має повернутися.
Ось лунає його роздольна пісня: старий кутила вихваляє «вино, музику і жінок». Він наказує слугам віднести до столу вина і страви. Для того, щоб дістати грошей, йому довелося залишити у купця в заставу кинджал — безцінну єдину родинну цінність. Князь має багато боргів. Йому нікуди подітися, і як би він не хотів бути вільним, йому все ж доведеться зіграти весілля з якоюсь багатенькою нареченою. Пронирлива сваха Бабусі вмовляє князя одружитися з донькою багатого купця Макара Ткунлкотрнашвілі — Кето. Чванливий князь у душі радий роздобути разом із красунею Кето гроші її батька, але зараз йому не до свахи. Йому потрібно розважати гостей.
З'являється Коте, молодий племінник князя, який повернувся на батьківщину після довгих мандрів. Князь Леван і його гості радісно вітають Коте. Князь повідомляє племіннику, що він збирається одружитися з Кето, дочкою купця Макара. Коте вражений: адже він пристрасно закоханий у Кето і користується взаємністю. За допомогою Коте звертається до Барбали, відомої своєю спритністю свахи, суперниці Бабусі. Барбале береться все влаштувати.

### Дія друга
Купець Макар оспівує чудодійну силу грошей, що дає йому змогу поріднитися зі знатним князем. А пробачити йому хоче лише половину боргу! Це і буде посаг дочки. Сьогодні мають відбутися заручини князя з його дочкою.
Кето в розпачі. Вона любить Коте, але не сміє перечити батькові. Входять Барбале і Коте, який одягнений у одяг носія. Молоді люди встигають обмінятися кількома фразами. Веселуни-кінто Сако і Сіко приходять привітати Кето, але чують несподіване для них зізнання: вона кохає Коте і нізащо не вийде заміж за Левана. Сако і Сіко погоджуються допомогти влаштувати щастя закоханих.
Тим часом у будинок Макара починають з'їжджатися гості, приїжджають наречений, його сестра Маро та інші його родичі. Князь Леван з нетерпінням чекає виходу нареченої, щоб на власні очі переконатися в її красі. У той момент, коли князь велить Макару запросити дочку, забігає один із кінто і передає йому терміновий виклик до слідчого з питання про якийсь фальшивий вексель. Вибачившись перед гостями, Макар іде, обіцяючи скоро повернутися. А у вітальні з'являється у вбранні нареченої Барбале. Вона кульгає, говорить дуже неприємним голосом, погано нафарбована. Сіко та Сако розповідають князеві, як гарна наречена. Леван розлючений через те, що його мало не одружили на страшній і безглуздій дівчині. Він тікає. Гості у паніці розбігаються.

### Дія третя
Макар здивований: як могла не сподобатися князю його красуня донька? Він просить поради в Барбале, яка обіцяє йому за гроші все владнати. Хитра сваха, скориставшись розгубленістю Макара і тим, що він забув, як звуть нареченого, бере в нього письмову згоду на вінчання Кето з князем Палавандишенлі, але не з Леваном, а з Коте. Молоді люди поспішають повінчатися. Прибула Бабусі, яка викриває витівки суперниці. Обурений Макар мчить до церкви, щоб перешкодити одруженню, і, звісно, спізнюється.
Наречені, супроводжувані численними гостями, повертаються в будинок Макара. Купець не може примиритися з обманом, що стався. Але обдурений наречений, князь Леван, проти очікування, легко і весело поставився до витівок племінника і Барбали. Тим паче, що спритна сваха підшукала для нього нову вродливу й багату наречену. Князь Леван заспокоює Макара — купець все ж таки поріднився з князівським сімейством — і пропонує негайно відсвяткувати весілля Кето і Коте в приміських садах Ортачали — улюбленому місці багатих тбілісців. Обдурена сваха Бабусі з ганьбою виганяється з дому Макара. Усе закінчується загальними веселощами.